# Wodospady
Wodospady – piąty album studyjny polskiej piosenkarki Edyty Bartosiewicz. Wydawnictwo ukazało się 6 listopada 1998 roku nakładem wytwórni muzycznej Polygram Polska.
Nagrania zostały zarejestrowane w marcu oraz pomiędzy sierpniem a październikiem 1998 roku w Studio S-4, Studio Buffo, Studio Izabelin i Eden Studios London. Album został wyprodukowany przez Edytę Bartosiewicz i Rafe'a McKenna. W ramach promocji płyty zostały zrealizowane teledyski do utworów „Miłość jak ogień”, „Siedem mórz, siedem lądów” oraz „Buntowniczka”.

## Lista utworów
Opracowano na podstawie materiału źródłowego.
1. „(Między nami) Deszcz” (muz., sł. E. Bartosiewicz) – 4:16
2. „Warto wybaczać” (muz., sł. E. Bartosiewicz) – 3:17
3. „Cały ten czas” (muz., sł. E. Bartosiewicz) – 4:33
4. „Miłość jak ogień” (muz., sł. E. Bartosiewicz) – 3:35
5. „Ciekawe ...(kto mi zabroni?...)” (muz., sł. E. Bartosiewicz) – 5:47
6. „Siedem mórz, siedem lądów” (muz., sł. E. Bartosiewicz) – 5:03
7. „Buntowniczka” (muz., sł. E. Bartosiewicz) – 4:53
8. „One day you will find me gone” (muz. E. Bartosiewicz, sł. E. Bartosiewicz, G. Stabeusz) – 4:04
9. „Mandarynka” (muz., sł. E. Bartosiewicz) – 3:31
10. „Dlaczego nie mówisz nic?” (muz., sł. E. Bartosiewicz) – 3:59
11. „Sam na sam” (muz., sł. E. Bartosiewicz) – 4:28
12. „Wodospady łez” (muz., sł. E. Bartosiewicz) – 5:44

## Twórcy
Opracowano na podstawie materiału źródłowego.
| - Edyta Bartosiewicz - aranżacje, gitara, produkcja muzyczna, śpiew - Krzysztof Poliński - aranżacje, perkusja - Maciej Gładysz - aranżacje, gitara - Radosław Zagajewski - aranżacje, gitara basowa - Wojciech Kowalewski - aranżacje, instrumenty perkusyjne - Kasia Mrożewska - oprawa graficzna - Romuald Kunikowski - instrumenty klawiszowe |  | - Julita Emanuiłow - mastering - Rafe McKenna - mastering, miksowanie (1-3, 5-7, 9-12), produkcja muzyczna (1-3, 5-7, 9-12), realizacja nagrań (1-3, 5-7, 9-12) - Karolina Markiewicz - zdjęcia - Leszek Kamiński - realizacja nagrań (8), miksowanie (8) - Al Clay - miksowanie (3) - Andrzej Karp - realizacja nagrań (3) |